# Домский собор (Рига)
До́мский собо́р (нем. Dom zu Riga, латыш. Rīgas Doms) — кафедральный собор Риги, его символ и одна из главных достопримечательностей. Является крупнейшим средневековым храмом Прибалтики. Название происходит через немецкое Dom (собор) от латинского domus [Dei] (дом [Бога]). В настоящее время — главное церковное здание евангелическо-лютеранской церкви Латвии (ЕЛЦЛ). Наравне с церковью Святого Петра и собором Святого Иакова является высотной доминантой Старой Риги и образующим градостроительным элементом Старого города (в частности, ключевым зданием Домской площади). С 1991 года — в ведении ЕЛЦЛ.

## История
Собор был основан 25 июля 1211 года в День Святого Якоба епископом Риги Альбертом Буксгевденом. За его сооружением епископ следил с самым пристальным вниманием, вкладывая в строительство огромные средства. Постройкой руководили опытные мастера, преимущественно немцы. Строительство затянулось до второй половины XIII века и в общих чертах было завершено только в 1270 году. Первоначальное здание Домского собора являлось примером так называемого «переходного стиля» — от романского к северной готике.

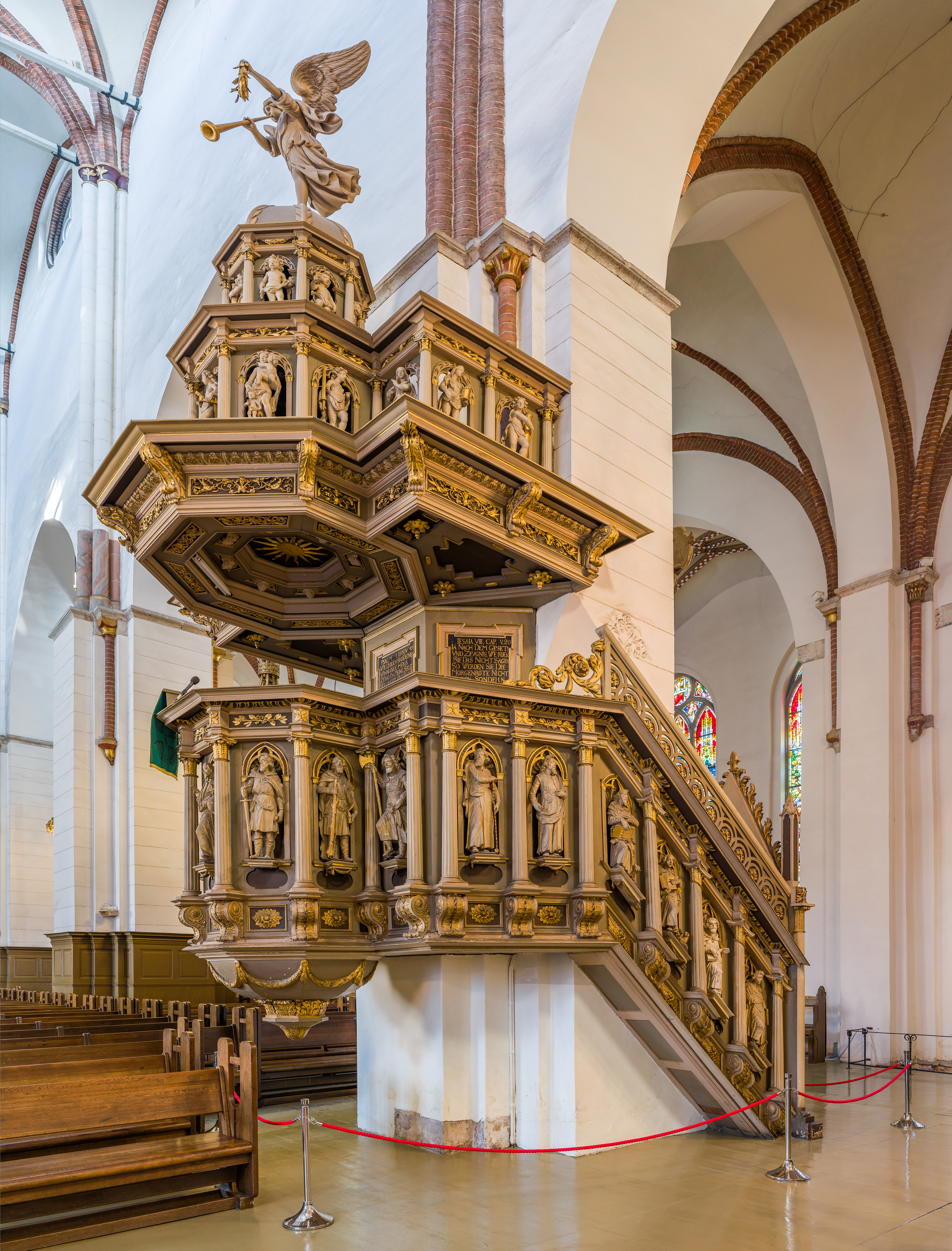
Кафедра 1641 года

В 1524 году в период Реформации оригинальное убранство церкви было утрачено, а пожар 1547 года довершил уничтожение. Из запланированных двух башен из-за отсутствия средств в 1547 году выстроена только одна (по центру фасада). В 1595 году каменная башня была надстроена и получила деревянный шпиль, превзойдя по высоте находящуюся всего в 140 метрах башню церкви Святого Петра. Однако деревянный шпиль требовал постоянного ремонта, поэтому в 1766 году его разобрали. Вместо него на несколько перестроенной башне возвели невысокий куполообразный шпиль в стиле барокко. Общая высота башни с барочным куполом и петушком на шпиле составила 96 метров. Сохранившийся до наших дней интерьер церкви выполнен в готическом стиле, а основные элементы декоративного убранства — в стиле барокко.
Многочисленные перестройки привели к тому, что в архитектуре собора удивительным образом переплелись различные архитектурные стили. От готического периода строительства сохранился северный портал церкви (бывший главный вход). Кроме готики и барокко в архитектурном убранстве собора находятся фрагменты в стилях ренессанса и романском. Для снижения ущерба от наводнений Даугавы улицы Риги на протяжении столетий подсыпались гравием, и в результате сегодня уровень пола в храме находится значительно ниже уровня улицы. В середине XX века с части Домской площади, вдоль северной стены и восточной алтарной части собора, был снят культурный слой до позднесредневекового горизонта на глубину около 2 метров ниже остальной территории площади, в результате чего возникает ощущение, что собор располагается в низине.
Достопримечательности собора также включают в себя мемориальный камень небольших гильдий (XIX век), барочную резьбу (около 1641 года) и могилу первого епископа Ливонии Майнхарда фон Зегеберга.

## Современность

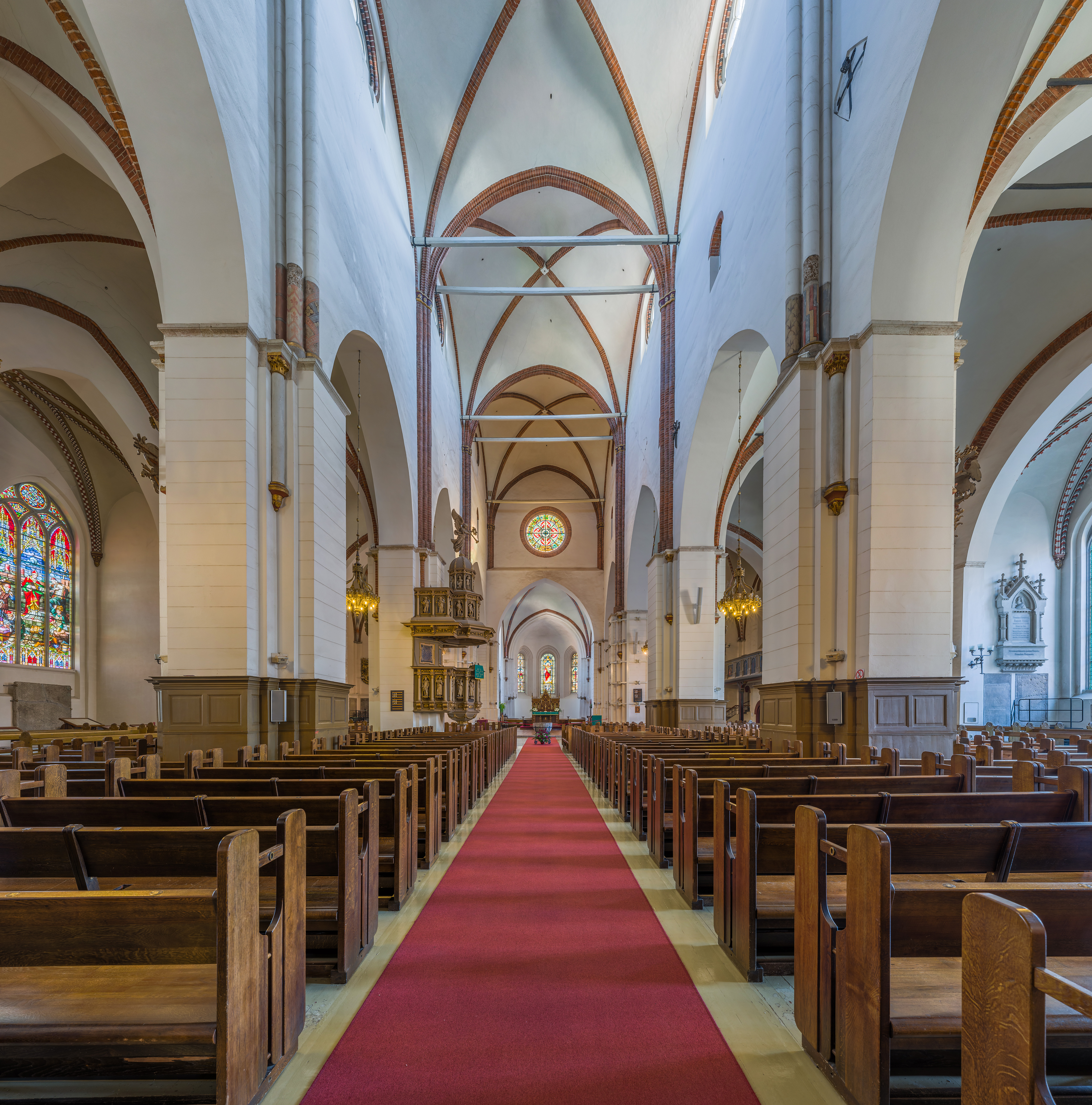
Собор внутри

Начиная с 1980-х годов собор находится в режиме реставрации. Полномасштабные работы по реставрации Домского собора и прилегающего к нему монастыря, финансируемые европейским фондом регионального развития и латвийской евангелическо-лютеранской церковью, начались в 2011 году (руководитель проекта реставрации — Роландс Лусис). Реконструкция должна продлиться 10 лет, изначально в неё планировалось вложить 38 млн латов. В первые 2 года было запланировано восстановить крышу собора, его башню, фасады, витражи, а также часть внутренних помещений.
В ансамбле рижского Домского собора расположен старейший музей Латвии — Музей истории Риги и мореходства. Он был основан в 1773 году на базе частной коллекции врача Николауса фон Химзеля. Собрание музея насчитывает около 500 000 экспонатов, связанных с историей, культурой и бытом Риги, а также ценная коллекция по истории латвийского мореходства.

## Орган

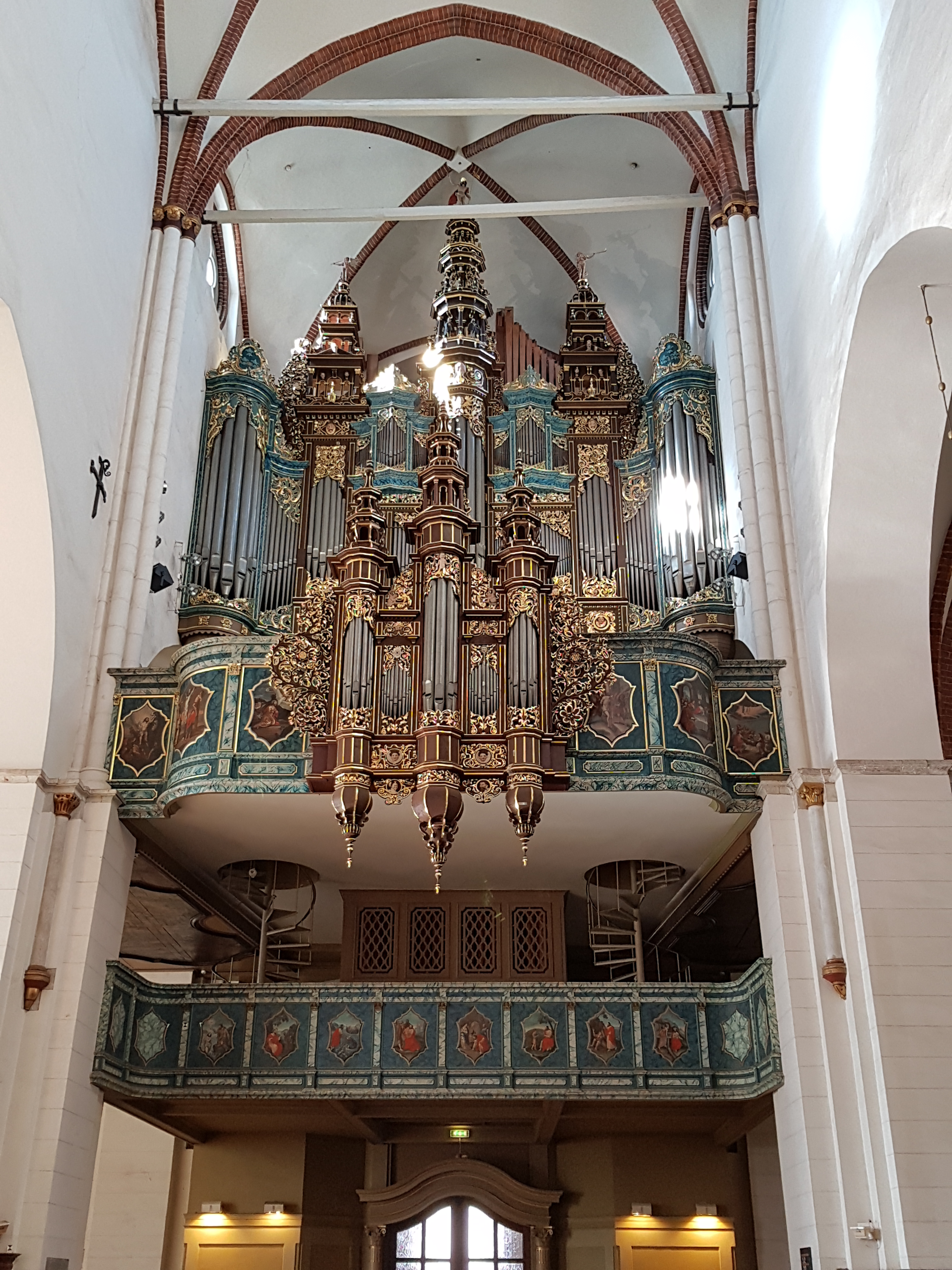
Орган

Главной достопримечательностью Домского собора является его орга́н, установленный в 1883—1884 годах. Произведения для органа Домского собора писали, в числе прочих, и такие известные композиторы, как Ференц Лист и Макс Регер.
Дошедший до наших дней инструмент был изготовлен фирмой E. F. Walcker & Co из города Людвигсбург. Он заменил прежний инструмент, работавший с конца XVI века, который неоднократно перестраивался и расширялся. Изменения касались не только механики и труб, но и проспекта органа, его декора и цвета корпуса, поэтому в декоративной резьбе присутствуют детали стилей маньеризм, барокко и рококо.
Орган высотой в 25 метров включает в себя 6 768 труб (по другим сведениям — 6 718), металлических и деревянных, длиной от 13 мм до 10 м. Орган имеет 4 клавиатуры для рук и 1 — для ног (педаль). На большом пульте — 124 регистра и 47 рычагов для включения различных вспомогательных механизмов. С малого пульта органа, находящегося на нижнем балконе, можно играть на 25 регистрах. Воздух подаётся при помощи шести мехов. Самый большой из них имеет размеры 2,5 × 6 м. На момент постройки орган Домского собора являлся крупнейшим в мире. Огромную художественную ценность представляет проспект — фасад органа, центральная часть которого сохранила декор от инструмента конца XVI века. Большая часть декоративной резьбы относится к 1599—1601 годам изготовления и выполнена мастером Якобом Раабом в стиле маньеризма или раннего барокко. Трубы проспекта сохранились от прежнего инструмента и давно не звучат. Новый инструмент Валькера был возведён за старинным корпусом и не соприкасается с ним. Большой орган Домского собора считается[кем?] одним из важнейших памятников немецкого органного романтизма в Европе. По своим габаритам, хотя и не по числу труб, он по-прежнему остаётся самым большим органом всего Балтийского региона и бывшего СССР.
В 1981—1984 годах голландская фирма Flentrop выполнила реставрацию органа.

## Петушок Домского собора

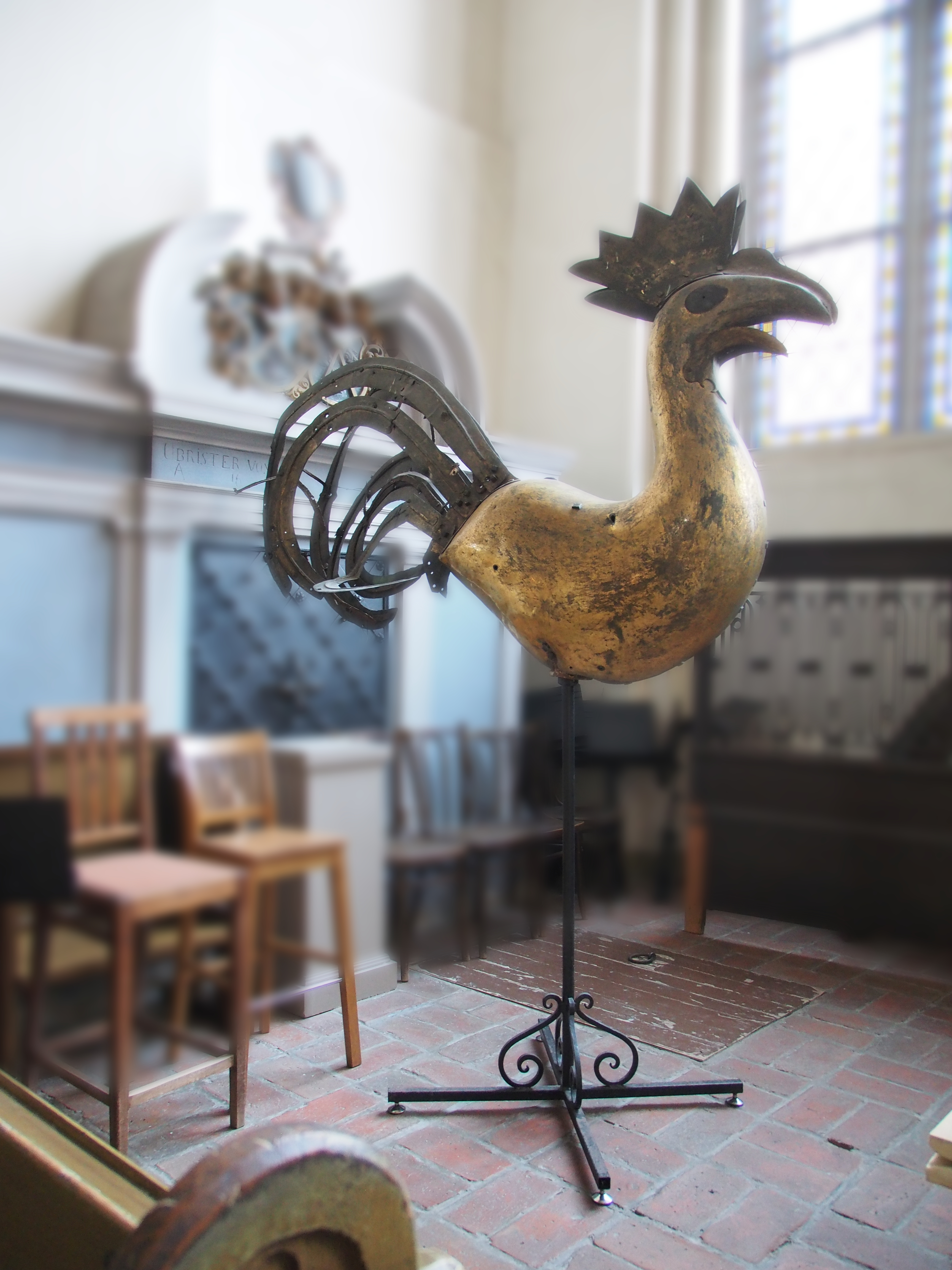

Одним из главных символов Риги, наряду с органом Домского собора, является золотой петушок — флюгер, установленный на шпиле храма. В 2015 году петушок сняли, отреставрировали и заново покрыли позолотой в 24 карата.
Изначально флюгер был водружён на шпиль башни Домского собора в 1595 году. Долгое время петушок оставался двухцветным, один бок у него был позолоченным, другой — чёрным. Если он поворачивался к Даугаве золотым боком, это означало, что суда могут войти в Ригу и торговать, а если чёрным, стало быть, погода не благоприятствует и нужно подождать, пока ветер не переменится.
Первый петушок простоял на башне собора около 400 лет, и только в 1985 году его заменили новым, изготовленным кузнецами Виктором Слабковским и Петром Королём. Спустя 30 лет, в 2015 году, Пётр Король отреставрировал своё творение.
В шаре под ногами петушка по традиции находится капсула времени с посланием будущим поколениям.

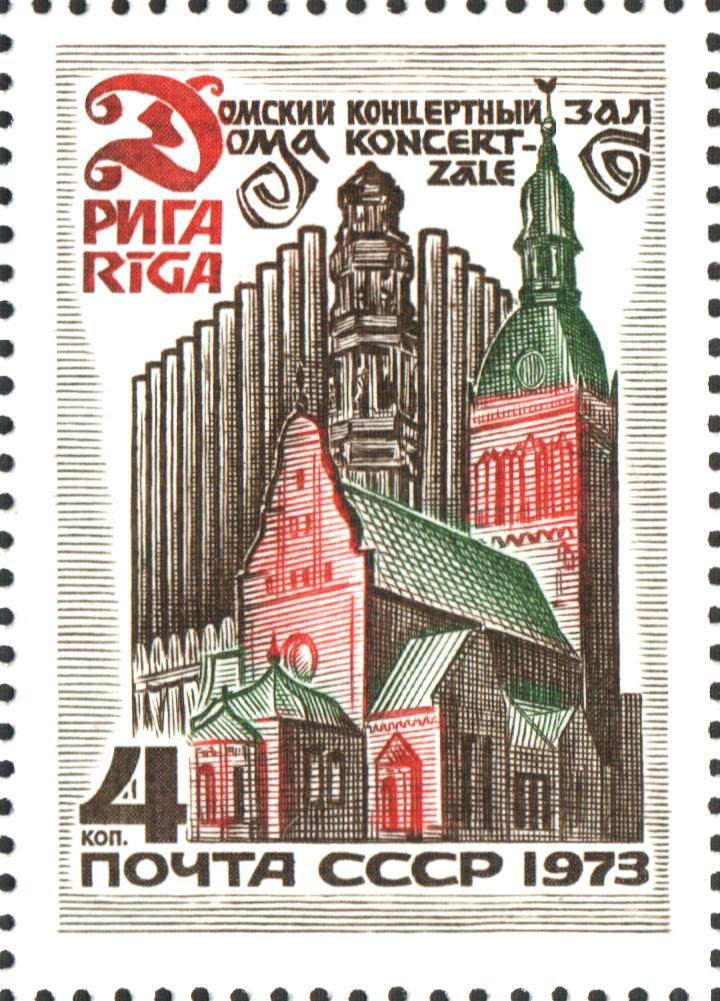
Почтовая марка СССР, 1973 год

## Отражения в искусстве и культуре
Домский собор — один из символов Риги, и его изображение регулярно присутствует на сувенирной продукции.
- Николай Рерих посвятил Домскому собору две картины — «Рига. Интерьер кафедрального собора» и «Собор» (1903)[7][8].
- Виктор Астафьев в своих «Тетрадях» посвятил целую главу Домскому собору.
- Домский собор показан в первых и последних кадрах советской новогодней кинокомедии «Личная жизнь Деда Мороза» (латыш. Salavecīša personiskā dzīve), снятого на Рижской киностудии в 1982 году.